# Mediaco
Mediaco Levage est une entreprise française de levage.

## Historique
En 1942 est créée la société Méditerranéenne de Transit, Medtrans, basée à Marseille.
Fin 1972, Mediaco Levage est créé sous l’élan de Christian-Jacques Vernazza. Spécialisée dans le levage, l’entreprise implante son siège social à Marseille,.
En 2008, Mediaco acquiert le groupe Sogecofa et diversifie ses activités, notamment dans le stockage vrac liquide, la production d’huile et la logistique, via ses filiales Mediaco Vrac, Grandes Huileries Mediaco et Mediaco Logistique avec le rachat du groupe TPS.
En 2012, Mediaco cède trois de ses activités à Loxam. La cession concerne la société MMS spécialisée dans la construction modulaire, la société Medialoc et son activité de location de matériels, et enfin l'activité d'élévation via la société Toulousaine MSO.
En septembre 2014, Mediaco rachète Lander Manutention en Auvergne. La même année sont ouvertes deux agences en Allemagne (Kehl et Fribourg).
Fin 2016, Mediaco rachète le groupe SMMI installé dans la région Rhône-Alpes et spécialisé dans le levage. Elle est composée de 4 agences et de 90 grues avec un effectif de 80 personnes.
En 2017, Mediaco fait l’acquisition d’une grue treillis sur porteurs mobiles de 750 T de capacité, la LG1750, pouvant assurer les montages éoliens (147T à 120m) ainsi que les chantiers du Grand Paris. L'entreprise dispose de 15 grues de plus de 500 tonnes réparties sur le territoire national.
En août 2019, Mediaco intègre la branche Levage du groupe AltéAd, 3ème entreprise de levage en France, composée de 190 grues, 500 personnes et 15 agences en France.
En octobre 2020, la société Se Levage, basée en Haute-Savoie et ses 5 agences, rejoignent Mediaco. Le département Levage Lourd basé en Haute-Savoie et Orléans, dispose de 5 grues de 500T à 1200T qui sont intégrées à Mediaco Maxilift. Se Levage Swiss devenue Mediaco Swiss permet également à Mediaco de s’implanter en Suisse en 2021.
Le Groupe Mediaco dispose en 2019 800 grues de 32 à 1200 tonnes, 80 agences et 2000 collaborateurs,.

## Chantiers
Le groupe Mediaco et ses engins interviennent régulièrement sur des chantiers importants, notamment sur celui de la Tour Odéon (Monaco).